# Gymnelia ottonis
Gymnelia ottonis là một loài bướm đêm thuộc phân họ Arctiinae, họ Erebidae.